# Furmint
Le furmint est un cépage blanc originaire, selon Goethe, de Croatie. Il est cultivé de longue date en Hongrie. Il participe à hauteur de 50 à 70 % dans les vins de Tokay, en assemblage avec le hárslevelü et le muscat blanc à petits grains.
Il fait partie des cépages accessoires de l'AOC Palette.

## Caractéristiques

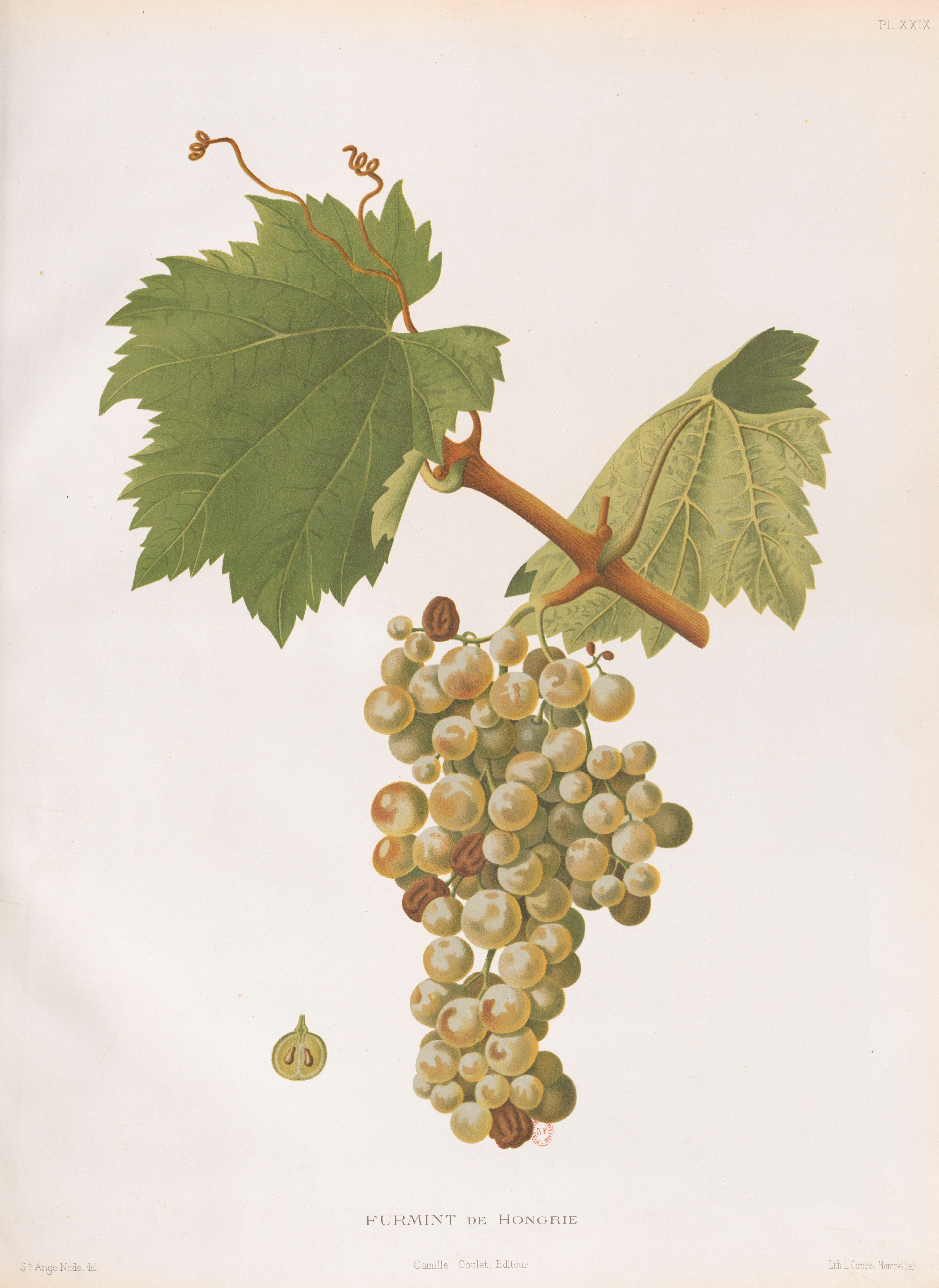
Lithographie du Furmint.

C'est un cépage très vigoureux qui a besoin d'un climat chaud et sec et d'un sol léger. Il est sensible à l'oïdium, mais résiste bien à la pourriture grise : cette faculté est utilisée pour le faire surmûrir, donnant tout le sucre nécessaire à l'élaboration du précieux élixir hongrois. Il donne un vin au potentiel alcoolique élevé.

## Synonymes
Ce cépage est aussi connu sous le nom de:
- Allgemeiner
- Alte Sestrebe
- Arany Furmint
- Beregi Furmint
- Bieli Moslavac
- Biharboros
- Bihari Boros
- Bihari Boros
- Budai Goher
- Cimigera
- Csapfner
- Csillagviraga Furmint
- Damzemy
- Demjen
- Domjen
- Edelweißer Tokayer
- Edler weißer Furmint
- Féher Furmint
- Formint
- Formont
- Fourminte
- Furmint bianco
- Furmint de Minis
- Furmint Féher
- Furmint Szagos
- Furmint Valtozo
- Gelber Moster
- Gemeiner
- Görgeny
- Görin
- Goher Féher
- Gorin
- Grasa de Kotnar
- Holyagos Furmint
- Jardanszki Furmint
- Keknyelü
- Keresztesevelu Furmint
- Kiraly Furmint
- Krhkopetec
- Ligetes Furmint
- Luttenberger
- Madarkas Furmint
- Mainak
- Maljak
- Malmsey
- Malnik
- Malvasia verde
- Malvoisie verte
- malzak
- Mehlweiss
- Moscavac bijeli
- Moslavac
- Moslavac bijeli
- Moslavac zuti
- Moslavina
- Mosler
- Mosler gelb
- Mosler gelber
- Moslertraube
- Moslovac
- Moslovez
- Nemes Furmint
- Poam Grasa
- Poma Grasa
- Poshipon
- Pošip
- Pošipbijeli
- Pošipveliki
- Pošip Vrgonski
- Posipel
- Posipon
- Pospisel
- Rongyos Furmint
- Salver
- Sari Furmint
- Sauvignon Vert
- Schimiger
- Schmiger
- Seestock
- Seeweinrebe
- Shipo
- Shipon
- Shiponski
- Sipelj
- Šipon
- Som
- Som shipo
- Somszölö
- Szala
- Szalai
- Szalai janos
- Szalay Göreny
- Szegszolo
- Szegzölö
- Szigethy Szöllö
- Szigeti
- Toca
- Toca Tokai
- Tokai Krupnyi
- Tokaiskii
- Tokaisky
- Tokaijer
- Tokay
- Tokayer
- Ungarische
- Weisslabler
- Weisslauber
- Zapfete
- Zapfner
- Zilavka